# Zaungäste
Zaungäste ist ein Lustspiel in einem Akt von Christoph Hein. Der Text erschien 1999 innerhalb der Sammlung „Christoph Hein. Stücke“ im Aufbau-Verlag Berlin. 
Für seine Farce legt der Autor ein trauriges Ereignis aus der deutschen Nachkriegsgeschichte zugrunde: die Sprengung der Klosterkirche St. Pauli in der Leipziger City am 30. Mai 1968.

## Inhalt

### Handlung
Vier Besucher eines heruntergekommenen Cafés in der unmittelbaren Nachbarschaft oben genannter Kirche werden von dem Kellner Konstantin bedient. Lotte und Luise, zwei ältere Damen, machen Berger, einen jüngeren Mann in Zivil, ohne großes Rätselraten als einen „Geheimen“ aus. Vor dem Café hat die Polizei das Gelände um die Kirche herum mit einem Zaun abgesperrt. Hinter dem Zaun sitzen vor der Kirche etliche junge Leute auf der Erde. Es geht das Gerücht, die Kirche soll in zwei Tagen der Baufreiheit wegen gesprengt werden. Bevor das Geschehen draußen auf der Straße inmitten der gegen die Sprengung demonstrierenden Studenten eskaliert, handelt das Stück von Nebendingen. Die beiden Damen erholen sich von den Anstrengungen einer Beerdigung mit einem Pfefferminzlikör nach dem anderen. Lotte hat ihrem Ehemann, unterstützt von Freundin Luise, die letzte Ehre erwiesen. Die Trauernde macht gerade einen schmerzlichen Erkennungsprozess durch. Es sieht ganz so aus, als ob der Tote zu Lebzeiten Lotte mit Luise betrogen hat. Der „Geheime“ hat ganz andere Sorgen. Auf der Jagd nach einer Auspuffanlage mit Krümmerdichtung für seinen Trabbi 601 wäre er fast am Ziel gewesen, doch auf Weisung des Vorgesetzten muss er wegen der dummen Demo in dem Café auf seinem Beobachtungsposten ausharren. Der Rentner Muschkowski hat mit solchen Menschenansammlungen wie draußen auf dem Kirchplatz seine Erfahrungen aus dem letzten Krieg. Zum Missvergnügen des „Geheimen“ lässt der Veteran seinen Gedanken freien Lauf. Da helfen nur Panzer. Tatsächlich, so etwas Ähnliches wird gegen Ende des Stücks aufgefahren. Die Staatsmacht zerstreut die Studenten mit zwei Wasserwerfern. Der „Geheime“ rennt hinaus und hilft beim Verprügeln der Demonstranten. Darauf betritt er, vom Wasserwerfer versehentlich erwischt, triefend wie eine gebadete Maus erneut das Café, um gegen einen Obolus von 20 Pfennigen am Telefon seinem Vorgesetzten Meldung zu machen. Kellner Konstantin genehmigt das Gespräch, nimmt das Geld aber nicht und fordert den Geheimen auf, sich in der Jahnallee nun rasch für seinen Auspuff anzustellen. Falls er wider Erwarten noch einen bekommt, soll er ihn nicht gleich nass machen, damit das kostbare Teil nicht rostet.

## Form
Von dem Schlesier Hein kann der Zuschauer dieses Mundartstücks das Sächsische erlernen. Bis auf den Rentner Muschkowski sächseln vier der fünf Figuren. Zu dem Vokabular gehören zum Beispiel „abkräpeln“ (abkratzen), „escha“ (keineswegs), „Herrjehmerschnee“ (Herrjemine), das „mehrschte“ (meiste) und „Tralarich“ (Posse). Dem Leipziger Leser erscheinen nicht alle Wendungen waschecht. Zum Beispiel kommt das oberdeutsche „fei“ in dieser Mundart nicht vor. „Trippeln“ ist direkt falsch gebraucht. Der Sachse sagt für „tröpfeln“ träppeln.

### Textausgaben
Verwendete Ausgabe
- „Zaungäste“. S. 129–162 in: Christoph Hein: Stücke: Bruch. In Acht und Bann. Zaungäste. Himmel auf Erden. 192 Seiten. Aufbau-Verlag, Berlin 1999 (1. Aufl.), ISBN 3-351-02891-1